# Andira inermis
Andira inermis är en ärtväxtart som först beskrevs av John Wright, och fick sitt nu gällande namn av Dc. Andira inermis ingår i släktet Andira och familjen ärtväxter.

## Underarter
Arten delas in i följande underarter:
- A. i. grandiflora
- A. i. inermis
- A. i. rooseveltii